# Polycentropus almanzor
Polycentropus almanzor är en nattsländeart som beskrevs av Schmid 1952. Polycentropus almanzor ingår i släktet Polycentropus och familjen fångstnätnattsländor. Inga underarter finns listade i Catalogue of Life.